# Svenstrup Sogn (Sønderborg Kommune)
Svenstrup Sogn (dt.: Schwenstrup; Sønderjysk bzw. Alsisk: Svönsdrup) ist eine Kirchspielsgemeinde (dän.: Sogn)  in Nordschleswig im südlichen Dänemark. Bis 1970 gehörte sie zur Harde Als Nørre Herred im damaligen Aabenraa-Sønderborg Amt, danach zur Nordborg Kommune im damaligen Sønderjyllands Amt, die im Zuge der Kommunalreform zum 1. Januar 2007 in der „neuen“  Sønderborg Kommune in der Region Syddanmark aufgegangen ist.
Im Kirchspiel leben 1191 Einwohner, davon 597 im Kirchdorf, 406 in Stevning (Stand:1. Januar 2023).